# Francisco Eguiagaray
Francisco Eguiagaray Bohigas (León, Castilla y León, España; 23 de julio de 1934-Viena, Austria; 14 de mayo de 1999) fue un periodista, escritor y corresponsal español.

## Biografía
En su juventud llegó a formar parte de los Círculos Doctrinales «José Antonio», junto a jóvenes falangistas como Antonio Castro Villacañas o Diego Márquez.
Doctor en Filosofía y especializado en Europa Oriental, vivió durante treinta años entre Viena y Moscú como corresponsal para distintos medios de comunicación. Vivió primero en Viena, donde trabajó para la Agencia EFE y a mediados de la década de 1970 se trasladó a la capital de la entonces Unión Soviética para hacerse cargo de la recién inaugurada corresponsalía de Radio Nacional de España y Televisión Española. 
Entre 1982 y 1992 es corresponsal de TVE con oficinas en Moscú y Viena y coacreditado en todas las capitales de los países del Pacto de Varsovia y en Belgrado.
A partir de 1992, realiza colaboraciones en ABC y en Radio Austria Internacional. Publicó también en revistas especializadas en política internacional: Madrid y Crónica.
Fue un estudioso y admirador del Imperio austrohúngaro, a cuya disolución achacaba el azaroso discurrir histórico de esa parte del mundo durante el siglo XX.
Estuvo casado en segundas nupcias con Anneliese Eguiagaray Bohigas - Steinkellner.

## Libros publicados
- El padre Feijoo y la filosofía de la cultura de su época (Madrid, Instituto de Estudios Políticos, 1964).[2]
- Historia contemporánea de España (Múnich, Max Hueber Verlag, 1964).
- España contemporánea (Múnich, Max Hueber Verlag 1966).
- Los intelectuales españoles de Carlos V (Madrid, Instituto de Estudios Políticos, 1965).
- Operación Perestroika (Barcelona, Edicions del Drac, 1989)
- Europa del Este: La revolución de la libertad (Barcelona, Edicions del Drac, 1991).